# ジル・クレイバーグ
ジル・クレイバーグ（Jill Clayburgh, 1944年4月30日 - 2010年11月5日）は、アメリカ合衆国ニューヨーク出身の女優。ユダヤ系。

## 来歴
サラ・ローレンス大学在学中に女優になることを決め、演劇を専攻してボストンの劇団に所属する。1960年代には多くのブロードウェイの舞台に立つ。
1978年の『結婚しない女』と翌年の『結婚ゲーム』でアカデミー主演女優賞にノミネートされた。
2010年11月5日、慢性リンパ性白血病によりコネティカット州の自宅にて亡くなった。66歳没。

## 主な出演作品

### 映画
- 御婚礼/ザ・ウェディング・パーティ The Wedding Party （1969年）
- おかしなおかしな大泥棒 The Thief Who Came to Dinner （1973年）
- 電子頭脳人間 The Terminal Man （1974年）
- 面影 Gable and Lombard （1975年）
- 大陸横断超特急 Silver Streak （1976年）
- 結婚しない女 An Unmarried Woman （1978年） - カンヌ国際映画祭 女優賞受賞
- 結婚ゲーム Starting Over （1979年）
- ルナ La Luna （1979年）
- 流血の絆 Le Grand pardon II （1992年）
- 愛さずにはいられない Fools Rush In （1997年）
- インディアナポリスの夏/青春の傷痕 Going All the Way （1997年）
- ハサミを持って突っ走る Running with Scissors （2006年） 日本未公開
- ラブ & ドラッグ Love and Other Drugs （2010年）
- ブライズメイズ 史上最悪のウェディングプラン Bridesmaids （2011年）

### テレビ
- アリー my Love Ally McBeal （1999年 - 2001年） テレビシリーズ、ゲスト出演
- ザ・プラクティス ボストン弁護士ファイル The Practice （2004年） テレビシリーズ、ゲスト出演
- NIP/TUCK マイアミ整形外科医 Nip/Tuck （2004年） テレビシリーズ、ゲスト出演
- ダーティー・セクシー・マネー Dirty Sexy Money （2007年） レティシア・ダーリング役